# Dmitri Stepanovich Andreyev
Bản mẫu:Eastern Slavic name
Dmitri Stepanovich Andreyev (tiếng Nga: Дмитрий Степанович Андреев; sinh ngày 26 tháng 9 năm 1980) là một cầu thủ bóng đá người Nga. Hiện tại anh thi đấu cho F.K. Orenburg. Anh có màn ra mắt tại Giải bóng đá ngoại hạng Nga năm 2000 cho FC Uralan Elista.

## Danh hiệu
- Russian Second Division, Zone Ural-Povolzhye best defender: 2010.